# Município de Southington (condado de Trumbull, Ohio)
O município de Southington (em inglês: Southington Township) é um município localizado no condado de Trumbull no estado estadounidense de Ohio. No ano de 2010 tinha uma população de 3.717 habitantes e uma densidade populacional de 54,01 pessoas por km².

## Geografia
O município de Southington encontra-se localizado nas coordenadas 41° 19′ 07″ N, 80° 56′ 58″ O. Segundo a Departamento do Censo dos Estados Unidos, o município tem uma superfície total de 68.83 km², da qual 68,73 km² correspondem a terra firme e (0,14 %) 0,1 km² é água.

## Demografia
Segundo o censo de 2010, tinha 3.717 habitantes residindo no município de Southington. A densidade populacional era de 54,01 hab./km². Dos 3.717 habitantes, o município de Southington estava composto pelo 97,85 % brancos, o 0,97 % eram afroamericanos, o 0,11 % eram amerindios, o 0,19 % eram asiáticos, o 0,16 % eram de outras raças e o 0,73 % eram de uma mistura de raças. Do total da população o 0,91 % eram hispanos ou latinos de qualquer raça.